# Jáchal (departamento)
Jáchal é um departamento da Argentina, localizado na
província de San Juan.